# Moyale Barracks FC
Der Moyale Barracks Football Club ist ein 1967 gegründeter malawischer Fußballverein aus Moyale. Aktuell (Stand Mai 2024) spielt der Verein in der ersten Liga.

## Geschichte
Der Verein wurde 1967 als Moyale Barracks Football Club gegründet. 2018 und 2010 gewann der Verein den malawischen Pokal. 2013 und 2014 wurde man Vizemeister.

## Erfolge
- Malawischer Vizemeister: 2013, 2014
- Malawischer Pokalsieger: 2008, 2010
- Malawischer Pokalfinalist: 2011, 2017
- Malawi Carlsberg Cup: 2001
- Chibuku Cup: 1999

## Stadion
Der Verein trägt seine Heimspiele im Mzuzu Stadium in Mzuzu aus. Das Stadion hat ein Fassungsvermögen von 15.000 Personen.